# Pharyngotrema
Les pharyngotrèmes constituent le groupe frère des épithélioneuriens au sein des deutérostomiens, dans la mesure où ils possèdent un squelette interne[réf. nécessaire]. Une des caractéristiques principales des pharyngotrèmes est de posséder, latéralement, des fentes pharyngées ciliées, dont le rôle est respiratoire mais également alimentaire chez certains groupes. Ces fentes pharyngées possèdent un squelette composé de baguettes cartilagineuses septales. L'autre caractéristique essentielle est l'existence d'un tube neural qui se retrouve enfermé dans la colonne vertébrale chez les vertébrés en position dorsale, il est formé par invagination du neuroectoderme.
Ce clade n'est pas soutenu par la phylogénie moléculaire qui soutient le regroupement des hémichordés avec les échinodermes au sein des ambulacraria. Le clade des Ambulacraria est également soutenu par certains caractères morphologiques comme la structure trimérique du cœlome chez ces organismes. Cette nouvelle hypothèse aurait pour conséquence que l'ancêtre des Deuterostomia aurait possédé une symétrie bilatérale et des fentes branchiales. 